# Acrocercops ficina
Acrocercops ficina is een vlinder van de familie van de mineermotten (Gracillariidae). De wetenschappelijke naam van deze soort is voor het eerst voorgesteld door Lajos Vári in een publicatie uit 1961.

## Verspreiding
De soort komt voor in Namibië en Zuid-Afrika.

## Waardplanten
De rups leeft op soorten van het geslacht Ficus (Moraceae) waaronder Ficus natalensis Hochst. en Ficus trichopoda Baker.